# ジョン・ソウ
ジョン・ソウ（John Edward Thaw, CBE、1942年1月3日 - 2002年2月21日）は、イングランドの俳優。ジョン・ソーとも表記される。
マンチェスター・ロングサイト出身。16歳の時、王立演劇学校に入学。
主にテレビドラマを中心に出演、刑事や軍人役を多く演じ、特に『ロンドン特捜隊スウィーニー』のジャック・リーガン警部役や、『主任警部モース』のモース警部役で知られ、『主任警部モース』で英国アカデミー賞テレビ部門主演男優賞を1990年と1993年の2回受賞した。1993年に大英帝国勲章(CBE)を授与された。
2002年2月21日、食道癌のため死去、60歳。

## 主な出演作品

### 映画
- 長距離ランナーの孤独 The Loneliness of the Long Distance Runner (1962) クレジットなし
- 最後の手榴弾 The Last Grenade (1970)
- 怪人ドクター・ファイブスの復活 Dr. Phibes Rises Again (1972)
- Sweeney! (1977)
- ロンドン特捜隊 Sweeney 2 (1978)
- The Life and Death of King John (1984) テレビ映画
- 遠い夜明け Cry Freedom (1987)
- シャーロック・ホームズの冒険「四人の署名」 The Sign of Four (1987) テレビ映画
- レイ・オフ/女の名のもとに Business as Usual (1988)
- チャーリー Chaplin (1992)

### テレビドラマ
- ロンドン特捜隊スウィーニー The Sweeney (1975-1978)
- 主任警部モース Inspector Morse (1987-2000)
- 南仏プロヴァンスの12か月 A Year in Provence (1993) ミニシリーズ
- カヴァナQ.C. Kavanagh QC (1995-2001)